# Järnvägsolyckan i Lenninge
Järnvägsolyckan i Lenninge inträffade på Norra stambanan kl 01.30 midsommarafton 22 juni 1928 vid Lenninge ca 4 km söder om Bollnäs. Vid olyckan kolliderade nattsnälltåget 22 "Jämtlandsexpressen" från som avgått från Stockholms Centralstation kl 20.00 med destination Östersund-Storlien-Trondheim och ett hjälplok (SJ B 1312) som avgick ca kl 01.20 från Bollnäs station.

## Händelseförlopp
Enligt skriftlig körorder till föraren av hjälploket skulle det utgå backgående från Bollnäs station kl 01.31 till Ockelbo för att därifrån framföra nattsnälltåg 24 som avgått från Stockholm C med destination Övre Norrland kl 20.15. Orsaken var problem med matarvattenpumpen i det ordinarie loket ångturbinloket SJ Å 1474. Hjälploket skulle invänta ankomst av Jämtlandsexpressen till Bollnäs och därefter avgå mot Ockelbo. Föraren av hjälploket anträdde färden mot Ockelbo redan innan utsatt tid och uppfattade inte de stoppsignaler som gavs av såväl tågklarerare som Vagn signalvakt. Ett misslyckat försök gjordes att stoppa hjälploket vid den närmaste banvaktsstugan.
Jämtlandsexpressen avgick från Stockholm C 20.00. I Krylbo genomfördes ett planerat lokbyte till ångloket SJ B 1385
I en kurva vid Lenninge kolliderade hjälploket som framfördes i en hastighet av 40 km/tim och Jämtlandsexpressen som framfördes i en hastighet av 84 km/tim. Bägge loken skadades svårt. Den första av Jämtlandsexpressens vagnar var en godsvagn som totalförstördes. De fem följande vagnarna var sitt- och sovvagnar som vräktes av spåret med stora skador som följd. De övriga vagnarna stod kvar på spåret. I en rapport till 1:e Maskiningenjören i Bollnäs från vagnmästaren beskrivs skadorna på vagnar så här :
- Vagn 1 SJ litt Grh nr 31405. Vagnen helt sönderkörd
- Vagn 2 SJ litt BCo7 nr 1201 Vagnskorgens ena sida helt uppsliten, den andra sidan till  hälften. Underredet jämte boggier tillbucklade och sönderbräckta m. m.
- Vagn 3 SJ litt Co8 nr 2722 Vagnskorgens ena sida helt uppsliten och delvis den andra sidan. Underredet jämte boggier tillbucklade och sönderbräckta m. m.
- Vagn 4 SJ litt Co8 nr 2728 Vagnskorgens ena sida helt uppsliten, den andra sidan delvis Underredet jämte boggier tillbucklade och sönderbräckta mm
- Vagn 5 SJ litt Co8 nr 2690 Vagnskorgen sönderbräckt å ett flertal ställen.buffertbalkar delvis krökta, 4 st buffertar krökta m. m.
- Vagn 6 SJ litt Co11 nr 1376 4 st buffertar, 1 st buffertbalk tillkrökta, bägge gavelplattformarna med räck skadade, tryckluftledningen avsliten m. m.
- Vagn 7 SJ litt Ao1c nr 1245 4 st buffertar krökta, bälgarna å vagnens bägge ändar sönderslitna, tryckluftledningen avsliten m. m.
- Vagn 8 SJ litt Bfo1 nr 1418 4 st buffertar krökta, bägge gavelplattformarna med räck skadade, vakuumledningen avsliten m. m.
- Vagn 9 SJ litt Gs nr 24960 2 st buffertar samt 2 st lagergafflar tillkrökta
- Vagn 10 SJ litt DFo nr 2636 1 st buffert krökt.
- Vagn 11 SJ litt Gsh nr 31209 Intet skadat.
- Vabn 12 SJ litt Gsk nr 26009  intet skadat-

På Jämtlandsexpressen fanns 234 resande. I olyckan dödades 22 personer och skadades 50. Bland de omkomna fanns de båda lokförarna. Bland passagerare som omkom fanns riksdagsmannen och ordföranden i Bondeförbundet Johan Johansson i Kälkebo. De materiella skadorna uppskattades till ca 400 000 kr av SJ.
På filmarkivet.se finns en journalfilm inspelad av en amatörfilmare som var med om olyckan, där ser man lite av olyckans omfattning och delar av räddningsarbetet. Bollnäsolyckan 1928

## Bilder

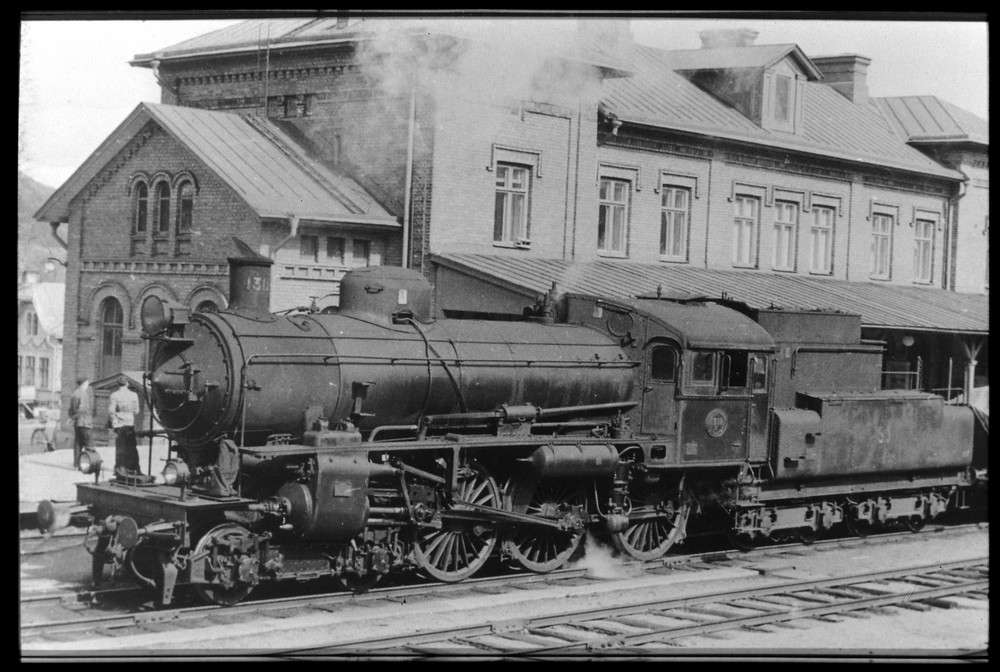
SJ B 1312
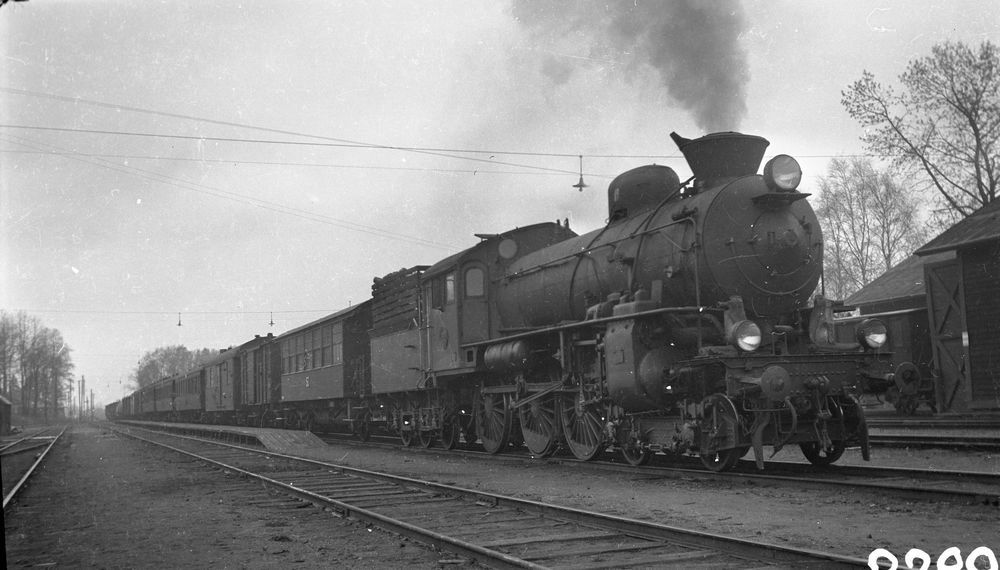
SJ B 1385
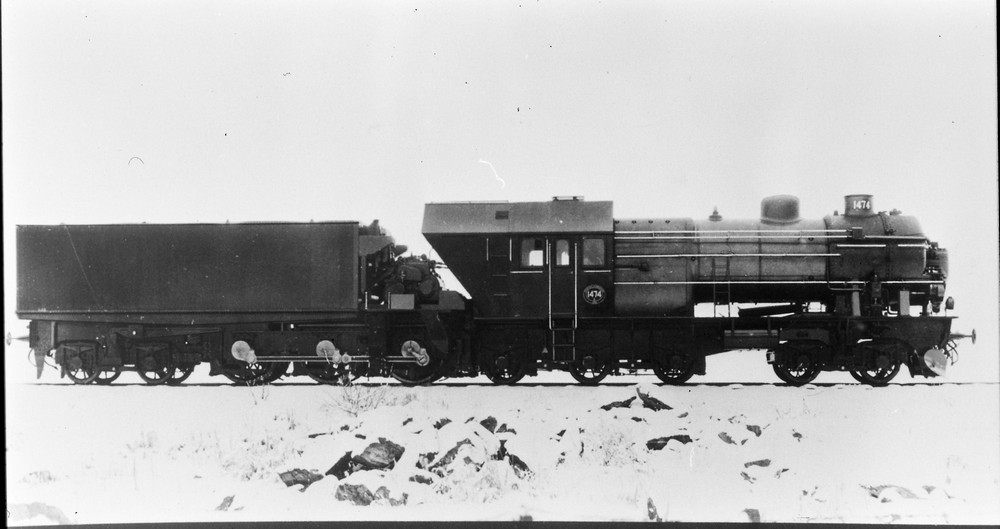
SJ Å 1474
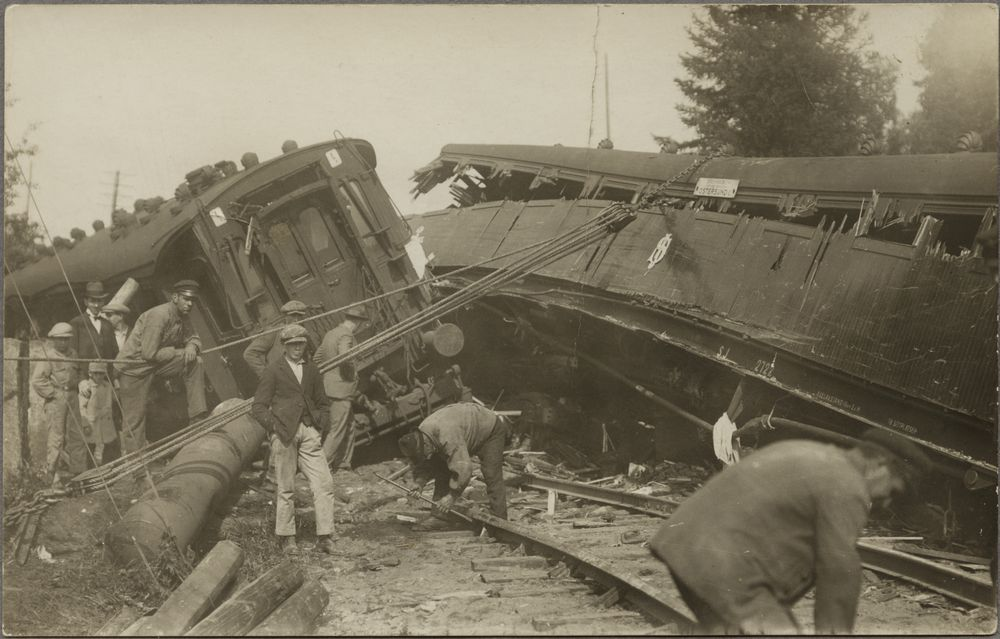
Olycksplatsen - med vagnen SJ Co8 2722 till höger.